# Golden State Warriors
Golden State Warriors és una franquícia de l'NBA amb seu a San Francisco, Califòrnia. Participa en la Divisió Pacífic de la Conferència Oest de l'NBA. "Golden State" deriva de l'àlies amb què es coneix a l'estat de Califòrnia, The Golden State (Estat Daurat), derivat de la Febre de l'Or de Califòrnia de 1849 i dels seus daurats pujols. El seu pavelló actual és el Chase Center de San Francisco.
Els Warriors han guanyat el campionat de l'NBA 7 vegades: els anys 1947, 1956, 1975, 2015, 2017, 2018 i 2022.
Van ser els primers de l'NBA a incorporar mànigues en les samarretes. Anteriorment les van portar els Boston Celtics en la temporada 1946-47 quan encara no s'havia fundat l'NBA.

## Història de la franquícia
- Philadelphia Warriors 1946-1962
- San Francisco Warriors 1962-1971
- Golden State Warriors 1971-avui

### Philadelphia Warriors

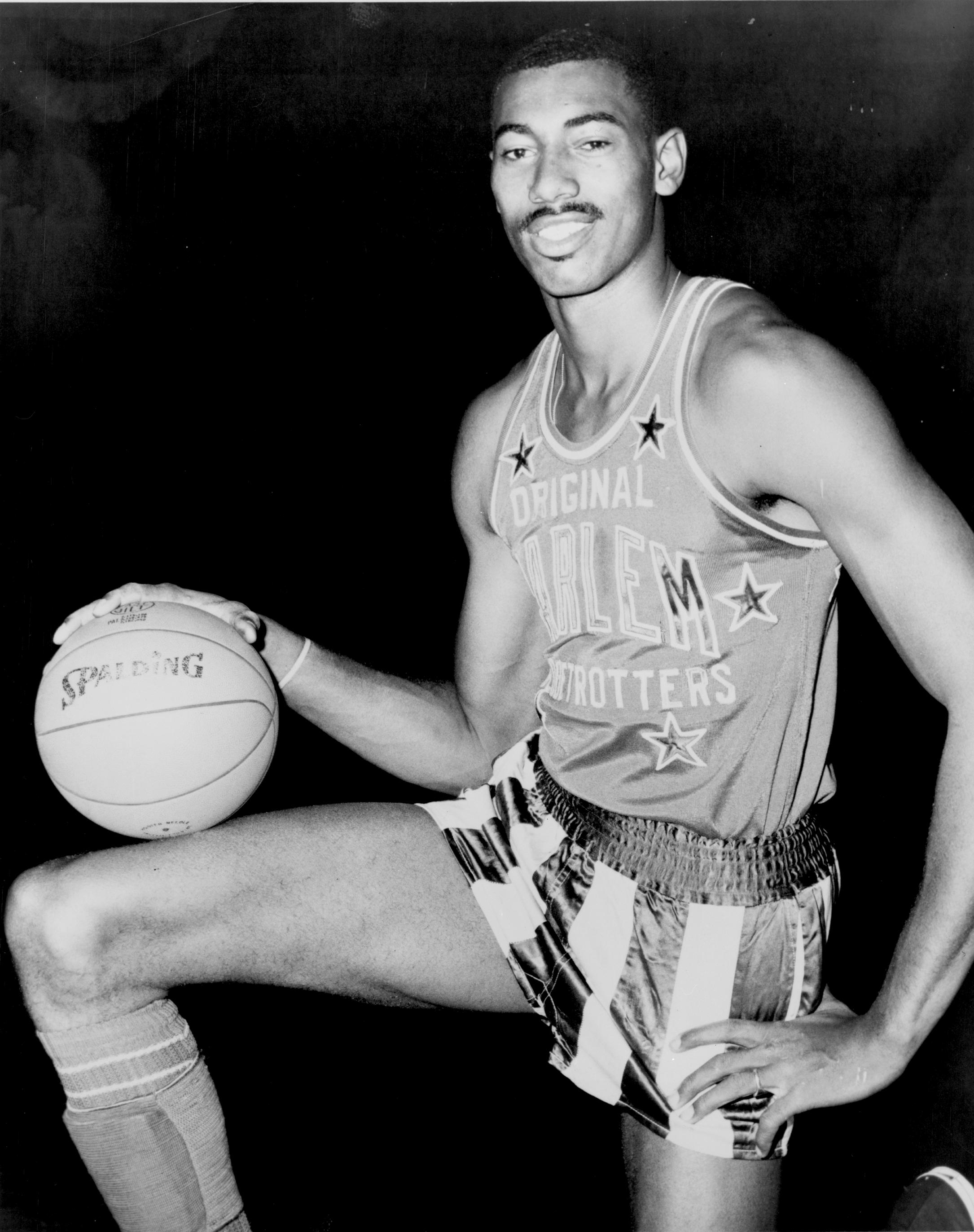
Wilt Chamberlain va ser capaç d'anotar 100 punts en un partit.

Els Warriors van ser fundats a Filadèlfia, Pennsilvània el 1946 com Philadelphia Warriors, membre de l'Basketball Association of America. El propietari era Pat Tyrrell, qui també posseïa l'equip Philadelphia Ramblers de l'American Hokey League. Tyrell va contractar a Eddie Gottlieb, un promotor de bàsquet de l'àrea de Filadèlfia, com a entrenador i general manager
Liderats pel sensacional anotador Joe Fulks, els Warriors van guanyar el campionat en la temporada inaugural, la temporada 1946-47, batent a Chicago Stags en cinc partits (la BAA es va unir a la NBL per formar la NBA el 1949). Gottlieb va comprar la franquícia el 1951.
Els Warriors van guanyar el seu altre campionat a Filadèlfia en la temporada 1955-56, derrotant a Fort Wayne Pistons per 4-1. Les estrelles d'aquest equip eren Paul Arizin i Neil Johnston. El 1959, els Warriors van triar en el Draft al pivot Wilt Chamberlain, jugador que canviaria el rumb de la lliga i trencaria incomptables rècords. Conegut com a "Wilt the Stilt", el 2 de març de 1962 va anotar 100 punts davant New York Knicks a Hershey, Pennsilvània.

### San Francisco Warriors

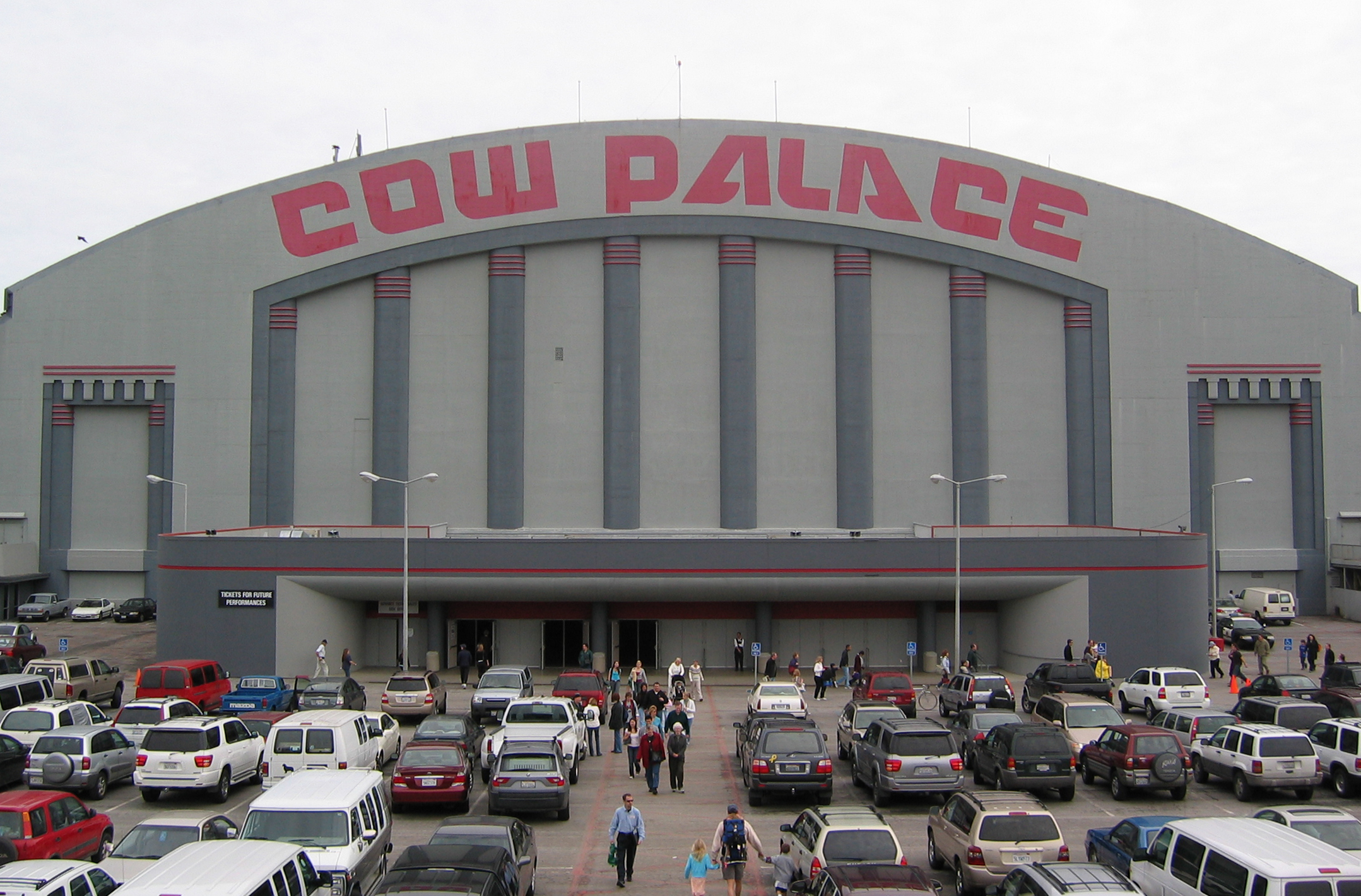
Després de traslladar-se a San Francisco, el primer any van jugar la major part dels seus partits de local en el Cow Palace.

El 1962 Franklin Mieuli va comprar la major part de la franquícia i la va traslladar a l'Àrea de la Badia de San Francisco, reanomenant-los San Francisco Warriors, i jugant la major part dels seus partits a casa en el Cow Palace (localitzat a la frontera entre San Francisco i Daly City), encara que a vegades jugaven a grans ciutats properes com Oakland i San José. En la temporada 1963-64 els Warriors van guanyar el títol de divisió i van caure en les Finals de l'NBA davant Boston Celtics per 4-1.
El 1965 els Warriors van triar a Rick Barry en primera ronda de draft. Barry va ser nomenat Rookie de l'Any, i el 1967 va liderar a l'equip de nou a les Finals, perdent de nou aquesta vegada contra Philadelphia 76ers, franquícia que va reemplaçar als Warriors a Filadèlfia. El 1968, a causa de problemes relacionats amb els diners, Barry va deixar els Warriors per unir-se a Oakland Oaks de l'ABA. Després de diverses temporades a l'ABA, Barry va tornar als Warriors el 1971.
Amb l'obertura de l'Oakland Coliseum Arena el 1966, els Warriors van començar a incrementar el nombre de partits a casa jugats allí. La temporada 1970-71 seria l'última com a San Francisco Warriors. En la temporada 1971-72 van canviar el seu nom a Golden State Warriors, jugant gairebé tots els seus partits de locals a Oakland. Sis partits van ser a San Diego aquesta temporada, però cap a San Francisco o Daly City.

### Golden State Warriors

#### 1971-1978: Els anys del primer anell
Els Warriors van guanyar el seu únic campionat de la Costa Oest en la temporada 1974-75. En el que molts consideren la major sorpresa de la història de l'NBA, els Warriors van derrotar els Washington Bullets en les Finals de l'NBA, escombrant-los en quatre partits. Aquell equip estava entrenat per Al Attles, i liderat en la pista per Rick Barry, Jamaal Wilkes i Phil Smith. Es confiava tan poc que l'equip arribés lluny en els playoffs que es va programar altres esdeveniments en el Coliseum Arena per a aquestes dates. Per tant, els Warriors van jugar els seus partits a casa en la postemporada en el Cow Palace a Daly City.

#### 1987-1997: L'eraRun T-M-C

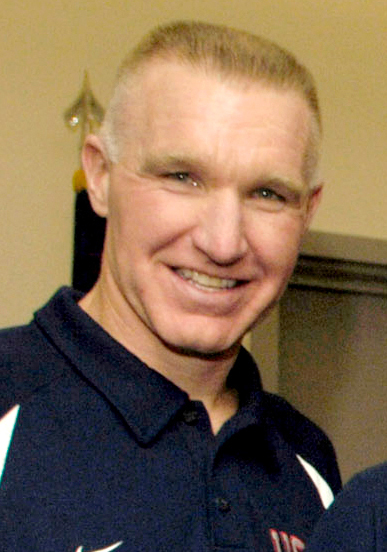
Chris Mullin va ser la primera estrella dels Golden State Warriors i un futur directiu de l'equip.

Després d'una mala etapa a la fi dels anys 1970 i principis dels anys 1980, els Warriors van tornar de nou a la senda de l'èxit a la fi dels 80. El ressorgiment va arribar després d'unes espectaculars Semifinals de Conferència de 1987 davant dels Lakers de Magic Johnson.
De la mà del nou entrenador, Don Nelson, el bàsquet NBA va tornar a interessar a la badia d'Oakland. L'equip estava liderat pel trident format pel base Tim Hardaway, l'escorta Mitch Richmond i l'aler tirador Chris Mullin. El trio era denominat Run T-M-C, inspirat en el grup de rap Run-DMC. Aquest conjunt només va romandre dues temporades a l'equip, ja que Nelson va decidir enviar a Richmond als Sacramento Kings. En la temporada 1993-94, l'ala-pivot Chris Webber va ser nomenat Rookie de l'Any, i al costat del jove Latrell Sprewell, més Hardaway i Mullin van portar als Warriors als playoffs.
En començar la temporada 1994-95, un enfrontament entre Sprewell i Webber va posar a Nelson en una cruïlla. En els propers anys, tots els integrants d'aquest equip s'anirien progressivament, més amb el nou propietari de l'equip, Chris Cohan. El 1995 Rick Adelman es va convertir en nou entrenador. A la meitat de la temporada 1995-96, Hardaway va ser enviat a Miami Heat. Els Warriors van finalitzar amb un rècord de 36-46.
En la temporada 1997-98 P.J. Carlesimo va reemplaçar a Adelman com a entrenador a causa dels mals resultats. Aquest any, Sprewell va ser sancionat per l'NBA, no tornant mai més a vestir la samarreta dels Warriors, perquè el 1999 fou traspassat als New York Knicks.

#### 1997-2005: Els anys de Garry St. Jean
Garry St. Jean es va convertir en nou mànager de l'equip el 1997, reemplaçant a Dave Twardzik. Twardzik havia fet nefastes eleccions de draft, com Todd Fuller (quan jugadors com Kobe Bryant, Steve Nash o Jermaine O'Neal estaven disponibles) i Steve Logan (aquest mai va arribar a jugar a l'NBA).
En les successives temporades amb St. Jean com a mànager, liderats per Gilbert Arenas, Antawn Jamison o Jason Richardson, els joves Warriors no van poder accedir als playoffs en la ultracompetitiva Conferència Oest. Abans de la temporada 2002-03, St. Jean havia comès l'error de sobrepagar a jugadors com Danny Fortson, Adonal Foyle o Erick Dampier, de manera que jugadors com Arenas van marxar a altres equips, malgrat que aquest desitjava quedar-se a l'equip d'Oakland i amb el disgust dels fans.

#### 2005-2008: El "We Believe"
El 2004 Chris Mullin va ser nomenat nou Vicepresident Executiu d'Operacions dels Warriors. Després d'envoltar-se d'antics companys en la seva etapa com a jugador en els Warriors, les seves intencions eren construir l'equip al voltant de Jason Richardson, Mike Dunleavy Jr. i Troy Murphy. A més, van draftejar al pivot letó Andris Biedriņš. El 2005 van adquirir al base-escorta Baron Davis, el primer jugador amb el rol de superestrella des del mateix Chris Mullin.
La temporada 2005-06 se sentia prometedora pels Warriors, iniciant-se amb percentatge positiu, el primer des de 1994. Però unes successives lesions van llastrar a l'equip (incloent el de l'estrella de l'equip, Davis), i a l'abril, els Warriors van ser eliminats pels New Orleans Hornets de la lluita pels playoffs.
Per a la temporada 2006-07, els Warriors portaven el rècord de l'equip que més temporades consecutives portava fora dels playoffs (12). En la pretemporada, l'equip va trencar el contracte amb l'entrenador Mike Montgomery i era reemplaçat per Don Nelson, un vell conegut. En el draft, els Warriors escollien al pivot Patrick O'Bryant, i en un traspàs, enviaven a Dunleavy i Murphy, al costat d'Ike Diogu i Keith McLeod, a Indiana Pacers per Al Harrington, Stephen Jackson, Josh Powell i el base lituà Šarūnas Jasikevičius. Els Warriors van signar com a agent lliure a l'aler defensiu Matt Barnes. L'equip es va adaptar perfectament a l'estil "run-and-gun" de Nelson, que va convertir a jugadors amb els quals no comptaven en fonamentals, com Monta Ellis i Andris Biedriņš. La temporada va transcórrer amb els Warriors lluitant pels llocs dels playoffs, finalitzant amb un rècord de 42-40 i vuitens de la Conferència Oest.

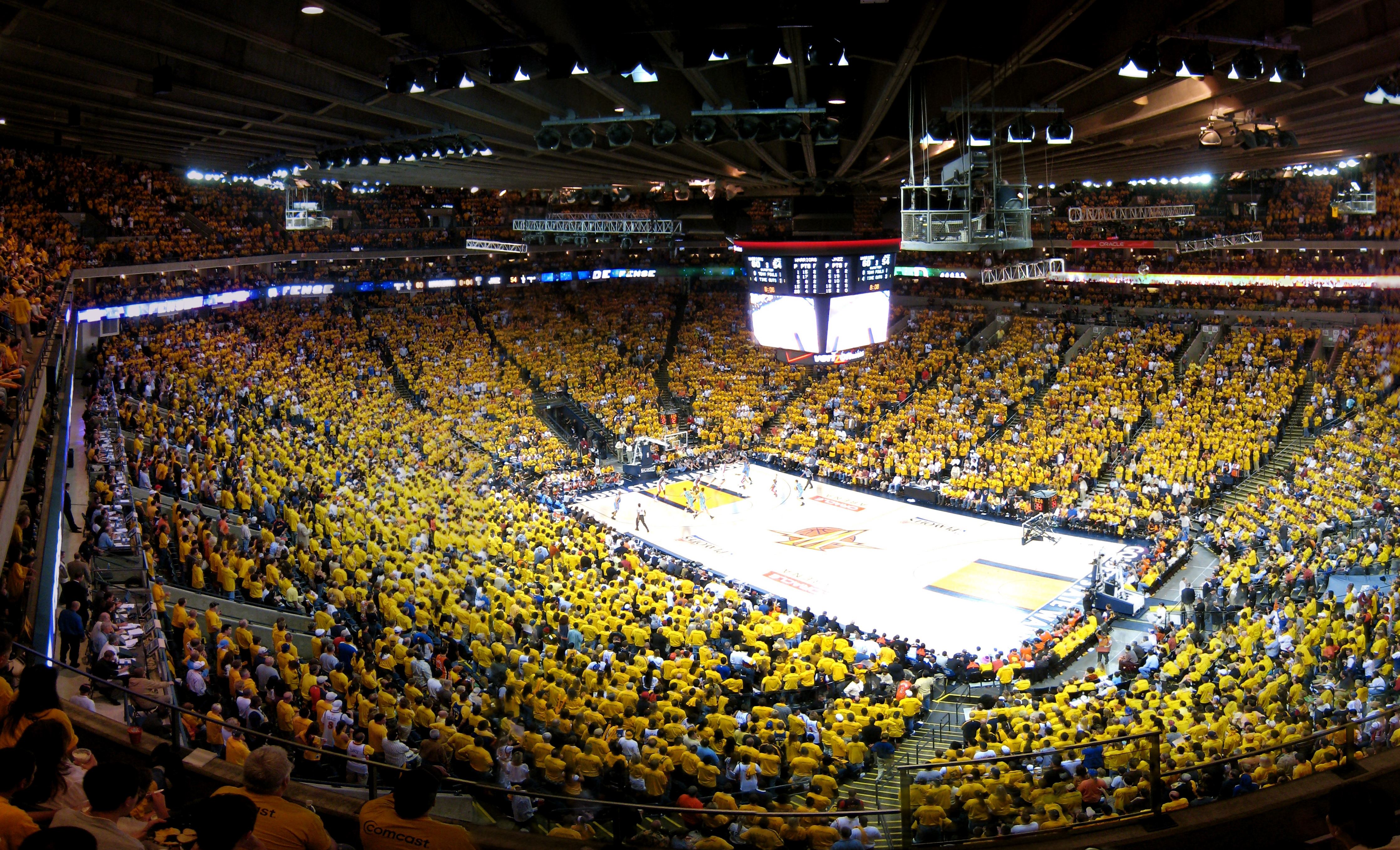
L'Oracle Arena en un partit davant Utah Jazz en els playoffs de 2006.

El moment veritablement memorable arribaria en els playoffs d'aquesta temporada. Liderats pel base-escorta Davis, el tirador Monta Ellis, Jason Richardson i el pivot Biedriņš, els Warriors van vèncer als Dallas Mavericks de Dirk Nowitzki per 4-2, era la primera vegada en la història que un vuitè classificat vencia al primer en una sèrie a set partits. El lema "We Believe" va començar a fer-se sentir, però els Warriors van ser vençuts per Utah Jazz en les Semifinals de Conferència per 4-1, amb una gran victòria a l'Oracle Arena per part dels Warriors.
Els Warriors no van poder mantenir aquest equip molt temps, perquè Richardson va ser traspassat a Charlotte Bobcats i Stephen Jackson va ser suspès per set partits a causa d'un incident amb armes. Liderats per Davis i Ellis, i malgrat acabar amb un rècord de 48-34, els Warriors no van poder classificar-se pels playoffs, sent el millor rècord per a un equip NBA que no aconseguia ficar-se en els playoffs.

#### 2008-2011: Època de lesions i fracassos

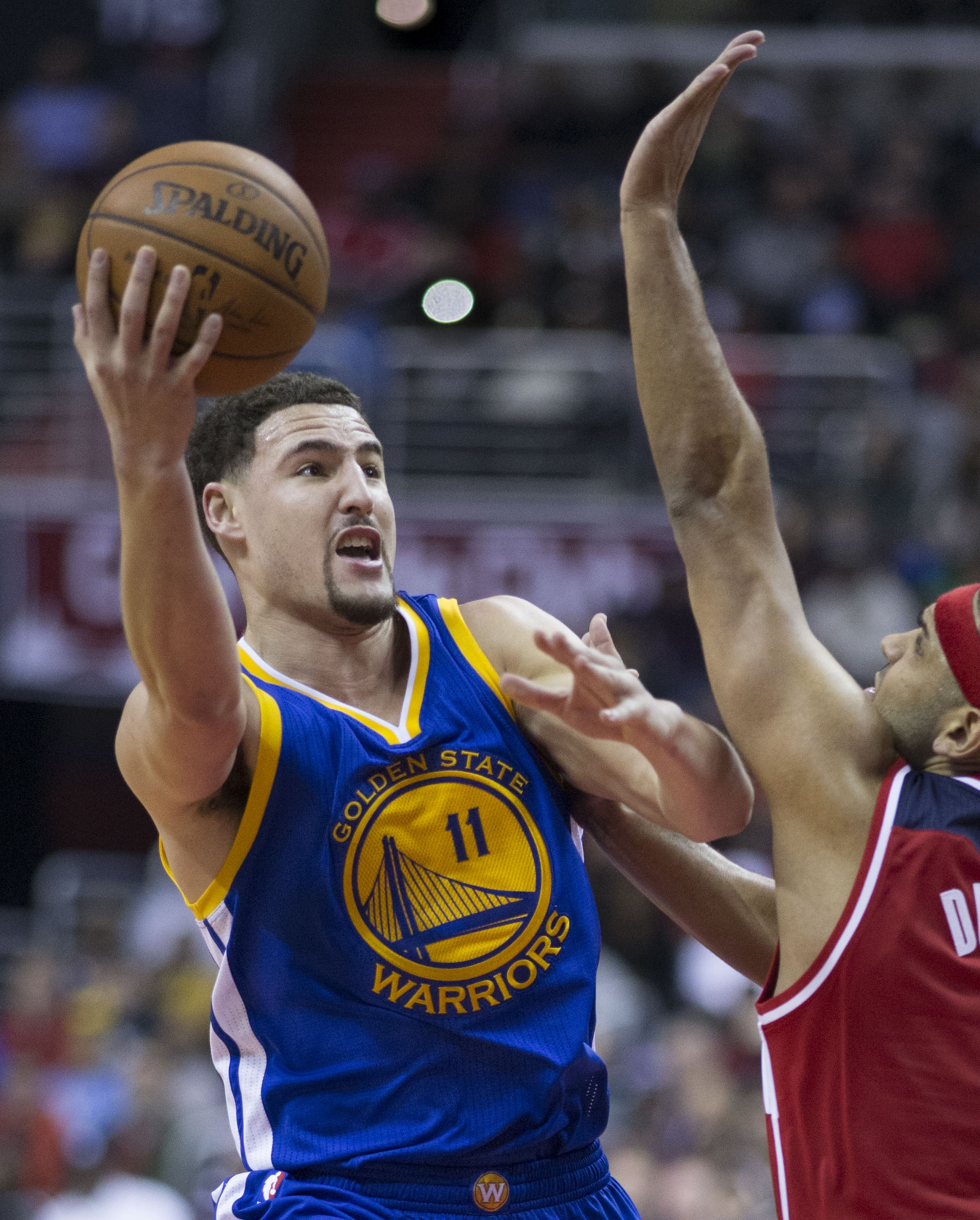
Klay Thompson, una de les peces clau.

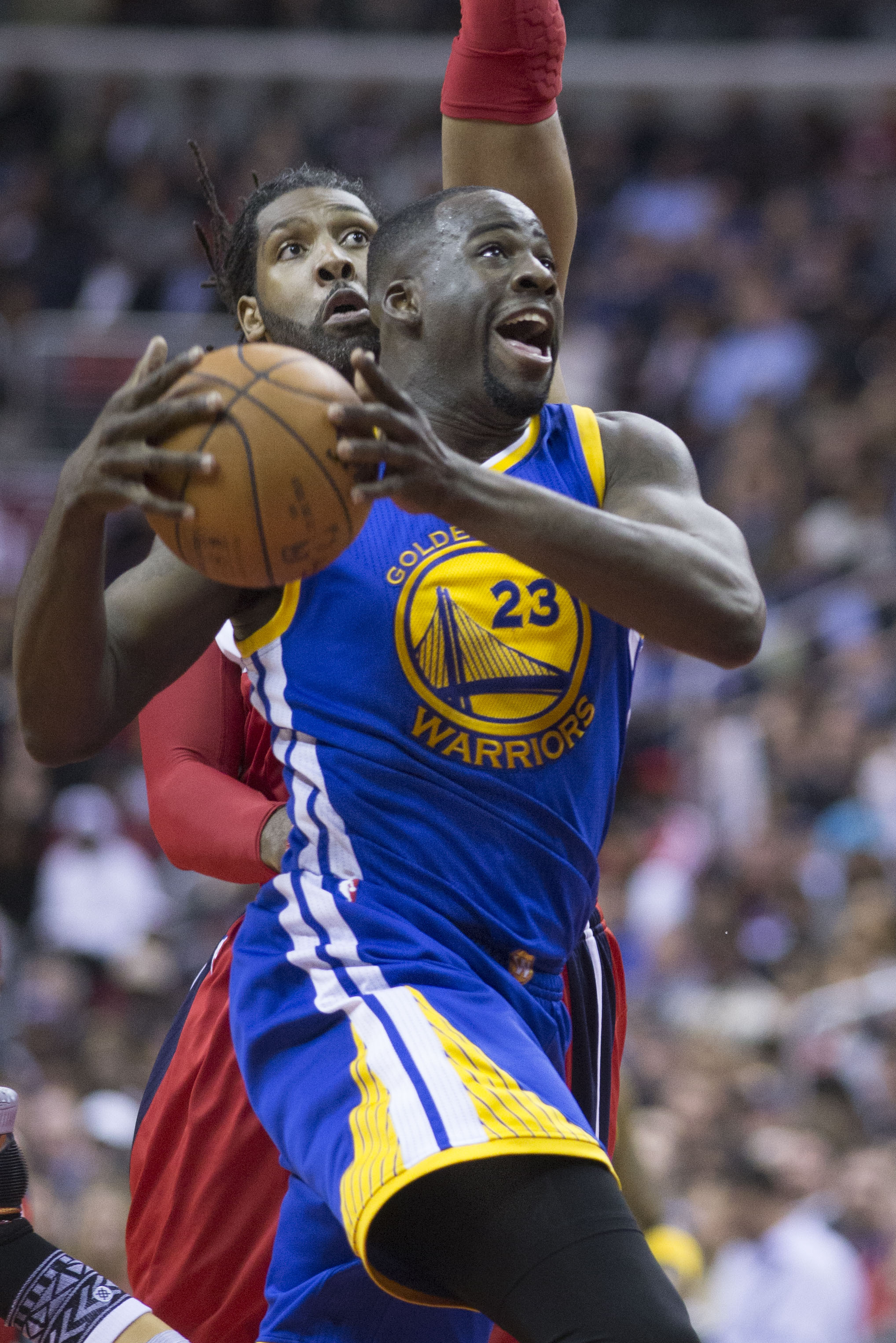
Draymond Green, titular indiscutible en les últimes temporades.

Per a la temporada 2008-09, Davis va abandonar l'equip rumb a Los Angeles Clippers. En el draft, els Warriors escollien a Anthony Randolph en el lloc 14, alhora que estenien el contracte a Monta Ellis i Andris Biedriņš. La temporada va ser bastant mediocre, finalitzant 29-53, amb Ellis sofrint lesions i sancions i amb jugadors com Anthony Morrow o Brendan Wright sense l'experiència suficient per portar l'equip. A més, Nelson es veia obligat a fer ajustos d'última hora a causa de les lesions.
Durant la postemporada, els Warriors anunciaven que Chris Mullin no continuaria sent el mànager de l'equip, a més, l'assistent de Nelson, Larry Riley, reemplaçaria a aquest com a entrenador del conjunt d'Oakland.
Per a la temporada 2009-10, els Warriors van escollir al base Stephen Curry en el draft com a setena elecció, mentre que Jamal Crawford era traspassat a Atlanta Hawks per Acie Law i Speedy Claxton. Poc després, els Warriors traspassaven al polèmic Stephen Jackson al costat de Law a Charlotte Bobcats per Raja Bell i Vladimir Radmanović. La temporada no es preveia bona, finalitzant amb un 26-56.
Per a la temporada 2010-11, els Warriors van canviar el logo de l'equip i van tornar als clàssics colors blau i daurat. En l'esportiu, van enviar a Anthony Randolph, Ronny Turiaf i Kelenna Azubuike als New York Knicks per David Lee via sign-and-trade. Lee va signar per sis anys i 80 milions de dòlars. Morrow va marxar als New Jersey Nets i els Warriors signaven a Dorell Wright.
A l'estiu de l'any 2010, Chris Cohan va vendre l'equip a Peter Guber de Mandalay Entertainment per 450 milions de dòlars. Abans de la pretemporada, els Warriors signaven a Jeremy Lin i Louis Amundson, a més, Keith Smart va ser nomenat nou entrenador després que Nelson rebutgés tornar a entrenar a l'equip.
La temporada 2010-11 va discórrer amb els Warriors lluitant per entrar als playoffs. Com a anècdota, els Warriors van batre el rècord de triples en un partit, amb 21, en una victòria contra Orlando Magic. L'equip finalment va fracassar a ficar-se als playoffs, amb només 36 victòries, de manera que Smart seria acomiadat i reemplaçat pel veterà Mark Jackson.

#### 2011-present: El "We Belong"

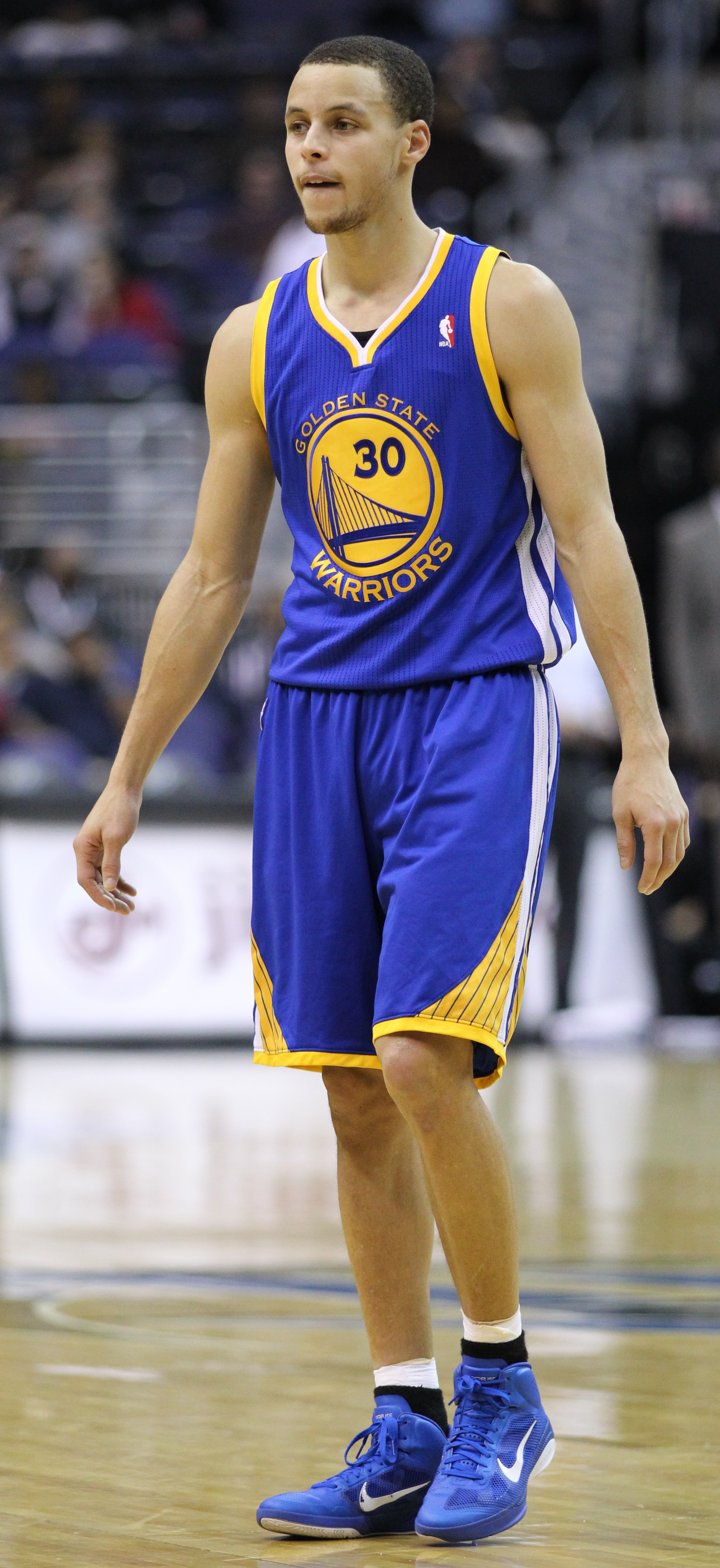
Stephen Curry, líder des del perímetre dels Warriors.

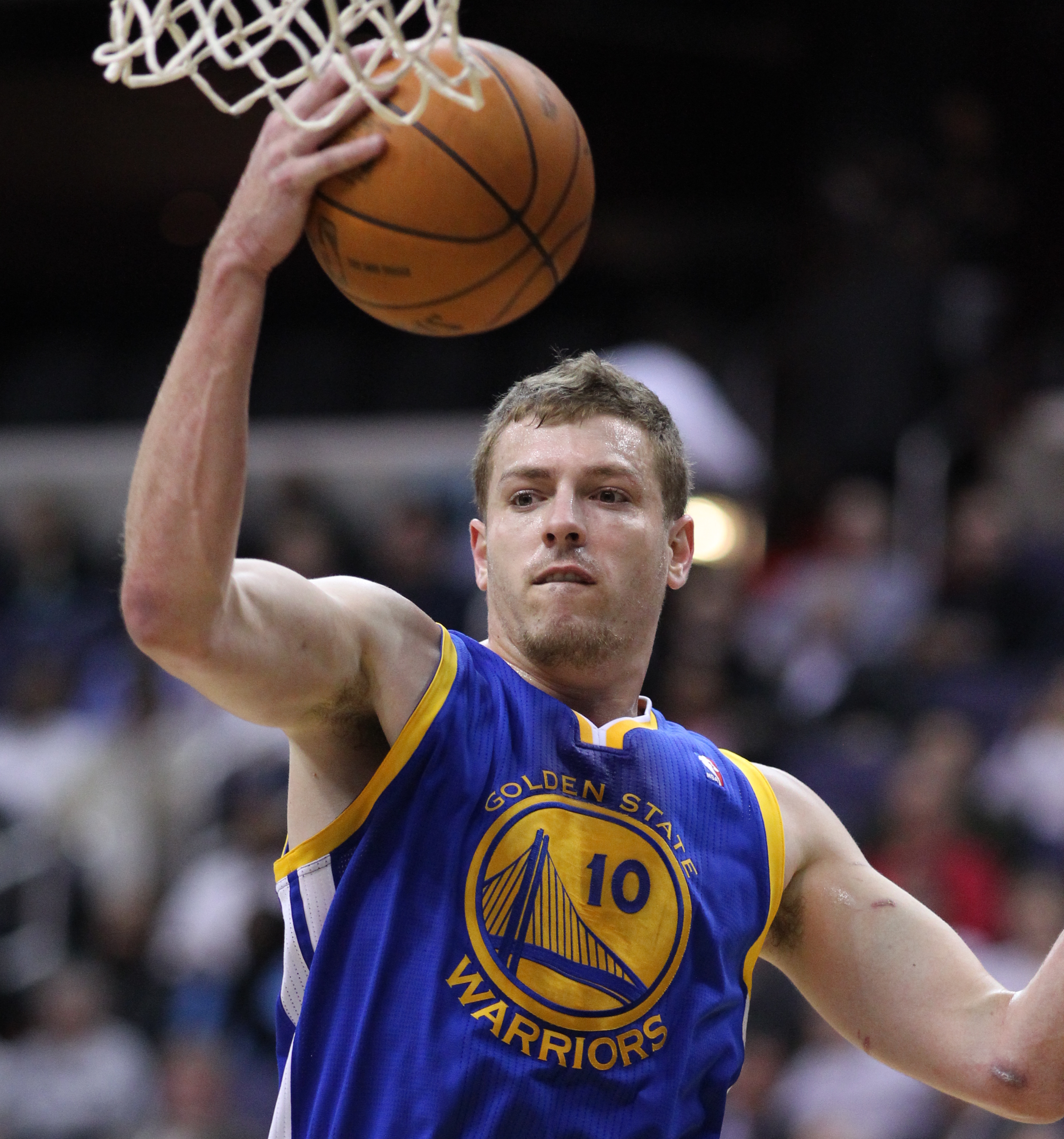
David Lee, líder des de la pintura dels Warriors.

Per a la temporada 2011-12 amb Jackson, els Warriors van acabar 23-43 en una temporada que incloïa lockout. L'equip va sofrir nombroses lesions i la irregularitat dels jugadors.
El març de 2012, Monta Ellis, Kwame Brown i Ekpe Udoh eren traspassats a Milwaukee Bucks per Andrew Bogut i Stephen Jackson (aquest ràpidament traspassat a San Antonio Spurs per Richard Jefferson). En el draft de 2011, els Warriors van obtenir a Klay Thompson, mentre que enviaven a Dorell Wright a Philadelphia 76ers per Jarrett Jack procedent de New Orleans Hornets. Carl Landry també arribaria lliure d'aquest equip.
Per a la temporada 2012-13, els Warriors van escollir en el draft a Harrison Barnes en primera ronda i a Festus Ezeli en segona. Pocs mesos després, Bogut continuava amb les seves lesions quedant fora de forma indefinida. Els Warriors van fer una temporada excel·lent, liderats des del perímetre pel base Stephen Curry i per David Lee en la pintura, finalitzant amb un global de 47-35 i sisens de la Conferència Oest. En els playoffs van vèncer Denver Nuggets per 4-2 en primera ronda amb un gran rendiment de Curry, encara que després perdrien contra San Antonio Spurs en segona ronda.
Com a anècdotes, Curry va batre el rècord de triples d'un jugador en una temporada de l'NBA, amb 272, batent la marca de Ray Allen. Per la seva banda, Lee va ser el primer jugador de Golden State a acudir a un All-Star des que ho fes Latrell Sprewell el 1996.
Per la temporada 2013-14 els Warriors van buscar fer un pas endavant per tractar de fer alguna cosa gran en els playoffs. Això va arribar amb l'aler Andre Iguodala, el qual arribava en un trade a tres bandes des de Denver Nuggets per aportar defensa i joc col·lectiu al conjunt d'Oakland, un traspàs en el qual a més van marxar Richard Jefferson i Andris Biedriņš, dos jugadors d'alts sous però escàs rendiment. D'altra banda, els Warriors van perdre a Jarrett Jack i Carl Landry, però arribarien lliures Marreese Speights i el veterà pivot Jermaine O'Neal.
La temporada va discórrer amb irregularitat, i fins i tot Iguodala va sofrir una lesió que li va obligar a perdre's 12 partits. Curry va ser convocat a l'All-Star per primera vegada, i a la meitat de temporada, els Warriors traspassaven a Toney Douglas a Miami Heat i rebien a Jordan Crawford i MarShon Brooks des dels Boston Celtics com a jugadors de rol per complementar a l'equip. Poc després, els Warriors enviaven a Brooks i Bazemore als Lakers a canvi de Steve Blake. Finalment van acabar amb un 51-31 i sisens en la Conferència Oest, caient davant Los Angeles Clippers en la primera ronda dels playoffs després d'una disputadíssima ronda portada al setè partit.
En la temporada 2014-15 són el millor equip de l'NBA de la fase regular, amb un registre de 67-15, l'estrella dels Warriors Stephen Curry va ser escollit el millor jugador de la temporada regular (MVP), i després d'arrasar en punts, es proclamen vencedors de la Conferència Oest, enfront dels Houston Rockets (4-1) de James Harden i a les Finals de l'NBA contra els Cleveland Cavaliers de LeBron James, es van proclamar campions de l'NBA (4-2) i l'aler Andre Iguadala va ser el MVP de la final.
La temporada 2015-16 van ser el millor equip de la història amb un rècord de registre de 73-9, superant el 72-10 dels Chicago Bulls de Michael Jordan, i Stephen Curry es tornaria a proglamar MVP de la temporada per segon cop consecutiu. Tot i això després d'uns grans Playoffs, a les Finals els Cleveland Cavaliers de LeBron James es van coronar Campions de l'NBA remuntant un 3-1 a favor dels Warriors.
La temporada 2016-17 es van proclamar campions de l'NBA després de guanyar en la sèrie final als Cleveland Cavaliers. Kevin Durant va ser guardonat amb el premi al millor jugador (MVP) de la final.
En la temporada 2016-17 els Warriors trencarien el mercat i sumarien als seus ja poderoses files a Kevin Durant, amb el "big three" en pista i la poderosa aportació del ràfec, aconseguirien un record de 67-15 i acabarien la temporada regular en primera posició, una vegada mes. El fitxatge de Durant no va estar exempt de polèmica, a causa que es va tractar de la marxa d'un dels millors jugadors de la lliga a un equip que havia estat finalista i que havia aconseguit el rècord de 73-9. En els Playoffs tanquen les sèries amb Portland Trail Blazers, Utah Jazz i les finals de conferència davant San Antonio Spurs amb 4-0. En les Finals de la NBA s'enfronten per tercer any consecutiu a Cleveland Cavaliers, sent fins al moment la major quantitat de finals disputades per dos equips de forma consecutiva. Golden State va guanyar els 3 primers partits de la sèrie, marcant un registre de 15-0 en playoffs, marcant un altre rècord. Els Cavaliers es van portar la cambra partida de la sèrie, amb els estels Kyrie Irving i LeBron James anotant gairebé 40 punts cadascun. En el cinquè partit, en el Oracle Arena, Golden State acaba derrotant a Cleveland per alçar-se amb el seu segon anell en tres anys. Kevin Durant va ser triat MVP de les Finals, promediando a dalt de 30 punts, 8 rebots i 5 assistències per partit.
En la temporada 2017-2018 en les finals de conferència van estar prop de perdre contra Houston Rockets però una remuntada de 4-3 els fa arribar per quart any consecutiu a les finals on són campions en derrotar per 4-0 a Cleveland Cavaliers de LeBron James, equip amb el qual s'enfronten per quart any consecutiu.
El 2019 els Warriors estrenen un nou pavelló a la ciutat de San Francisco: el Chase Center, amb capacitat per 18.064 espectadors.
La temporada 2021-2022 van aconseguir el seu setè títol de campions de l'NBA després de derrotar els Boston Celtics a les finals en sis partits. Curry va ser escollit el jugador més valuós de la final.

## Pavellons
- Philadelphia Arena (1946-1962)
- Philadelphia Convention Hall (1952-1962)
- Cow Palace (1962-1964 i 1966-1971)
- San Francisco Civic Auditorium (1964-1967)
- War Memorial Gymnasium (1964-1966)
- San Jose Arena (ara HP Pavilion) (1996-1997)
- Oracle Arena (1966-1967, 1971-1996 i 1997-2019)
- Chase Center (2019-present)

## Membres alBasketball Hall of Fame
- 11 Paul Arizin
- 24 Rick Barry
- 13 Wilt Chamberlain
- 10 Joe Fulks
- 14 Tom Gola
- 6 Neil Johnston
- 16 Jerry Lucas
- 00 Robert Parish
- 17 Andy Phillip
- 42 Nate Thurmond
- Eddie Gottlieb (fundador de l'equip)
- 17 Chris Mullin (2011)
- 13 Sarunas Marciulionis (2014)